# Фанта
Фа́нта (нем. Fanta) — безалкогольный сильногазированный прохладительный напиток с цитрусовым вкусом; выпускается корпорацией Coca-Cola. Основной вариант вкуса — апельсиновый, хотя существует более 90 вариантов Fanta, при этом многие из них производятся только на территории одной страны. Фанта распространена в 190 странах мира.
Классические формы выпуска — стеклянная бутылка и алюминиевая банка (от 0,15 л в Великобритании до 0,355 л в США); основной объём розничного сбыта — продукция в ПЭТ-бутылках (от 0,5 л до 2 л).

## История
Напиток появился в 1940 году в Германии в годы Второй мировой войны: из-за наложенного антигитлеровской коалицией эмбарго была приостановлена поставка в Германию сиропа, необходимого для производства Кока-Колы, и руководитель местного подразделения Coca-Cola Макс Кайт принял решение создать новый продукт на основе ингредиентов, которые были доступны в Германии в это время. Основными компонентами нового напитка стали яблочный жмых (отходы производства сидра) и молочная сыворотка (побочный продукт сыроваренного производства); получившийся напиток был жёлтого цвета и сильно отличался по вкусу от апельсиновой «Фанты», которая сейчас наиболее распространена.
Имя напитка было результатом коллективного обсуждения, которое началось с призыва Кайта к участникам «использовать своё воображение» (нем. Fantasie), на что менеджер по продажам Джо Книпп немедленно произнёс — «Fanta!». Головное подразделение Coca-Cola приобрело права на торговую марку Fanta в 1960 году.